# U 875
U 875 war ein U-Boot vom Typ IX D2, das im Zweiten Weltkrieg von der Kriegsmarine zum Einsatz im Indischen Ozean vorgesehen war, aber wegen des Kriegsendes nicht mehr auslief.

## Geschichte
Der Bauauftrag erging an die Bauwerft der Boote vom Typ IX D, die Deschimag AG Weser in Bremen, als dreißigste und vorletzte Einheit dieses Typs. Der Kiel dieses sogenannten Trans-Atlantikbootes wurde am 11. Mai 1943 mit der Baunummer 1083 gelegt. Nach neun Monaten und 15 Tagen wurde das Boot vom Stapel gelassen und am 21. April 1944 unter Kapitänleutnant Georg Preuss in Dienst gestellt. Da U 875 für den Einsatz im Indischen Ozean vorgesehen war, wählte die Besatzung als Turmemblem das Zeichen der Kirschblüte. Das Boot war während der Ausbildungsfahrten mit einem 10,5-cm-Deckgeschütz, zwei 2-cm-Zwillingsflak und einer 3,7-cm-Flak ausgerüstet. Zudem besaß das Boot den Turmumbau II und eine Schnelltauchback, d. h. eine Einschnürung des Oberdeckes zum beschleunigten Tauchen. 

## Verbleib
Wie viele andere Boote der Kriegsmarine, die am 9. Mai 1945 in Norwegen kapitulierten, wurde U 875 an die Alliierten übergeben. Es lief am 2. Juni 1945, noch immer unter dem Kommando von Georg Preuss, von Bergen mit dem Ziel Hafen von Londonderry in Lisahally aus, wo es fünf Tage später einlief. Nachdem die Restbesatzung in ein Kriegsgefangenenlager gebracht worden war, schleppte die Fregatte HMS Cubitt das Boot im Rahmen der Operation Deadlight am 30. Dezember 1945 auf die Position 55° 41' N - 08° 28' W und am nächsten Tag um 00.47 Uhr versenkte der Zerstörer HMS Offa das Boot.